# Ian Raby
 Ian Raby  va ser un pilot de curses automobilístiques britànic que va arribar a disputar curses de Fórmula 1.
Va néixer el 22 de setembre del 1921 a Woolwich, Londres, Anglaterra i va morir a Lambeth, Anglaterra el 7 de novembre del 1967.

## A la F1
Ian Raby va debutar a la cinquena cursa de la temporada 1963 (la catorzena temporada de la història) del campionat del món de la Fórmula 1, disputant el 20 de juliol del 1963 el GP de Gran Bretanya al circuit de Silverstone.
Va participar en un total de set proves puntuables pel campionat de la F1, disputades en tres temporades consecutives (1963-1965) aconseguint una onzena posició com a millor classificació i no assolí cap punt pel campionat del món de pilots.

## Resultats a la Fórmula 1
| Any  | Equip    | Xassís  | Motor | 1   | 2   | 3   | 4   | 5       | 6       | 7       | 8       | 9   | 10  | Posició | Punts |
| ---- | -------- | ------- | ----- | --- | --- | --- | --- | ------- | ------- | ------- | ------- | --- | --- | ------- | ----- |
| 1963 | Ian Raby | Gilby   | BRM   | MON | BEL | HOL | FRA | GBR Ret | ALE NVQ | ITA NVQ | USA     | MEX | SUD | -       | 0     |
| 1964 | Ian Raby | Brabham | BRM   | MON | HOL | BEL | FRA | GBR Ret | ALE     | AUT     | ITA NVQ | USA | MEX | -       | 0     |
| 1965 | Ian Raby | Brabham | BRM   | SUD | MON | BEL | FRA | GBR 11  | HOL     | ALE NVQ | ITA     | USA | MEX | -       | 0     |

### Resum
| Curses: | Victòries: | Pòdiums: | Poles: | Voltes ràpides: | Punts: |
| ------- | ---------- | -------- | ------ | --------------- | ------ |
| 7       | 0          | 0        | 0      | 0               | 0      |